# Halchowk Stadium
Das Halchowk Stadium ist ein Stadion in Kathmandu, Nepal. Es wird gegenwärtig überwiegend für Fußballspiele genutzt. Das 3.500 Zuschauern Platz bietende Stadion verfügt über einen Rasenplatz.